# Funktionäre des Basketballverbandes der Demokratischen Republik Kongo
Diese Liste ist eine Aufstellung von Funktionären des Basketballverbandes der DR Kongo (Kinshasa).

## Liste von Präsidenten
| Name                 | von | bis | Beleg |
| -------------------- | --- | --- | ----- |
| Paulin Kabongo Biaya |     |     | [ 1 ] |
| Boni Mwawatadi       |     |     |       |

## Liste von Generalsekretären
| Name                          | von | bis | Beleg |
| ----------------------------- | --- | --- | ----- |
| André Komichelo Mwana Kasongo |     |     | [ 1 ] |